# سانفورد (كولورادو)
سانفورد (بالإنجليزية: Sanford, Colorado)‏ هي بلدة تقع في مقاطعة كونيهوس، كولورادو بولاية كولورادو في الولايات المتحدة. تبلغ مساحتها 3.6 (كم²)، وترتفع عن سطح البحر 2318 م، بلغ عدد سكانها 817 نسمة في عام 2000 حسب إحصاء مكتب تعداد الولايات المتحدة وتصل الكثافة السكانية فيها 226.9 نسمة/كم2.

## وصلات خارجية
- The US50 - Cities and Towns in Colorado State
- Colorado Cities and Towns, Facts, Map, Flag, Colleges, Government, and More